# Chris Oliver (Basketballspieler)
Cedric Christopher „Chris“ Oliver (* 15. Juli 1985 in Kernersville, North Carolina) ist ein US-amerikanischer Basketballspieler, der in der Basketball-Bundesliga für die BG 74 Göttingen, mit denen er 2010 die EuroChallenge gewann, und die Walter Tigers Tübingen aktiv war. Mit JSF Nanterre gewann er 2013 die französische Meisterschaft in der LNB Pro A, wobei er in der entscheidenden Phase am Saisonende verletzt war.

## Karriere
Oliver spielte während seines Studiums an der Radford University in seinem Heimatland für die Hochschulmannschaft Highlanders in der Big South Conference der NCAA. Seine Profikarriere startete er im Jahr 2007 in der zweiten deutschen Liga ProA für die Kaiserslautern Braves. Dort konnte der Small Forward in der Saison 2007/2008 die Saisonbestmarke für die meisten erzielten Feldwürfe pro Spiel aus der Nah- und Mitteldistanz erreichen. Hinter Roderick Trice war er Zweitplatzierter in der Wertung „Spieler des Jahres“. Beide wurden zur Basketball-Bundesliga 2008/09 vom Vorjahresaufsteiger BG Göttingen aus der höchsten Spielklasse verpflichtet. Im Gegensatz zu Trice blieb Oliver auch für die Saison 2009/2010 in Göttingen, in der man die EuroChallenge 2009/10 gewann und zum zweiten Mal hintereinander die Play-offs um die deutsche Meisterschaft erreichte. Anschließend wechselte auch Oliver und ging zum Ligakonkurrenten WALTER Tigers aus Tübingen, mit dem er den Klassenerhalt in der Basketball-Bundesliga 2010/11 erreichte.
Zur Saison 2011/2012 unterschrieb Oliver in Frankreich bei SIG Basket aus Straßburg einen Vertrag in der höchsten Spielklasse LNB Pro A. Nach einem Jahr in Straßburg wechselte Oliver in Frankreich zum Vorjahresaufsteiger JSF Nanterre und wurde mit dieser Mannschaft 2013 französischer Meister. In den Play-offs war Oliver jedoch verletzt, als seine Mannschaft seinen ehemaligen Verein aus Straßburg in der Finalserie besiegen konnte. Zu Beginn der Saison 2013/14 spielte Oliver beim ehemaligen ungarischen Meister Szolnok Olaj KK unter anderem auch in der ABA-Liga und der EuroChallenge 2013/14, bevor er im Januar 2014 zurück nach Frankreich zum Absteiger Basket Dordogne aus Périgueux wechselte, der sich in der LNB Pro B am Wiederaufstieg versucht.